# Kanton Tauves
Der Kanton Tauves war bis 2015 ein französischer Kanton im Arrondissement Issoire im Département Puy-de-Dôme und in der Region Auvergne-Rhône-Alpes; sein Hauptort war Tauves, Vertreter im Generalrat des Départements war zuletzt von 2002 bis 2015, wiedergewählt 2008, Christophe Serre. 
Der Kanton war 159,80 km² groß und hatte (1999) 2.817 Einwohner, was einer Bevölkerungsdichte von 18 Einwohnern pro km² entsprach. Er lag im Mittel auf 814 Meter über dem Meeresspiegel, zwischen 520 m in Larodde und 1.328 m in Saint-Sauves-d’Auvergne. 

## Gemeinden
Der Kanton bestand aus sechs Gemeinden:
| Gemeinde                | Einwohner Jahr | Fläche km² | Bevölkerungsdichte | Postleitzahl | Code INSEE |
| ----------------------- | -------------- | ---------- | ------------------ | ------------ | ---------- |
| Avèze                   | 185 (2013)     | –          | – Einw./km²        | 63690        | 63024      |
| Labessette              | 61 (2013)      | –          | – Einw./km²        | 63690        | 63183      |
| Larodde                 | 267 (2013)     | –          | – Einw./km²        | 63690        | 63190      |
| Saint-Sauves-d’Auvergne | 1124 (2013)    | –          | – Einw./km²        | 63950        | 63397      |
| Singles                 | 167 (2013)     | –          | – Einw./km²        | 63690        | 63421      |
| Tauves                  | 787 (2013)     | –          | – Einw./km²        | 63690        | 63426      |

## Bevölkerungsentwicklung
| 1962  | 1968  | 1975  | 1982  | 1990  | 1999  | 2009  |
| ----- | ----- | ----- | ----- | ----- | ----- | ----- |
| 3.553 | 3.912 | 3.601 | 3.413 | 3.042 | 2.817 | 2.643 |